# 碧南市立東中学校
碧南市立東中学校（へきなんしりつ ひがしちゅうがっこう）は、愛知県碧南市天神町にある公立中学校。

## 概要
- 碧南市立日進小学校校区、碧南市立鷲塚小学校校区の生徒が通学する[1]。
- 旧・碧海郡旭村の中学校であった。

## 沿革
- 1947年（昭和22年）4月 - 旭村立旭中学校として開校する。校舎未完成のため、旭村立鷲塚小学校の校舎の一部を東学舎、旭村立日進小学校の校舎の一部を西学舎とする。
- 1948年（昭和23年）4月 -
  - 大浜町、新川町、棚尾町、旭村が合併し市制施行、碧南市が発足する。同時に碧南市立旭中学校に改称する。
  - 西学舎を廃止し、東学舎を本校とする。
- 1953年（昭和28年）
  - 4月 - 碧南市立東中学校に改称する。
  - 6月30日 - 現在地に校舎（鉄筋コンクリート造3階建。文部省指定建築モデルスクール。）が完成する。
- 1962年（昭和37年） - 体育館が完成する。
- 1966年（昭和41年） -  旭地区学校プール（中学校、小学校、保育園共有）が完成する。
- 1978年（昭和53年） - 校舎（鉄筋コンクリート造。現在の旧館。）が完成する。
- 1982年（昭和57年） - 新体育館が完成する。
- 1987年（昭和62年） - 柔剣道場が完成する。
- 1993年（平成5年） - 新プールが完成する
- 1997年（平成9年） - 新校舎が完成する。

## 交通アクセス
- 名鉄三河線碧南中央駅下車、徒歩約25分。
- くるくるバスオレンジコース、パープルコース、みどりコース、あおコース「東部プラザ」バス停より徒歩約5分。

## 周辺施設など

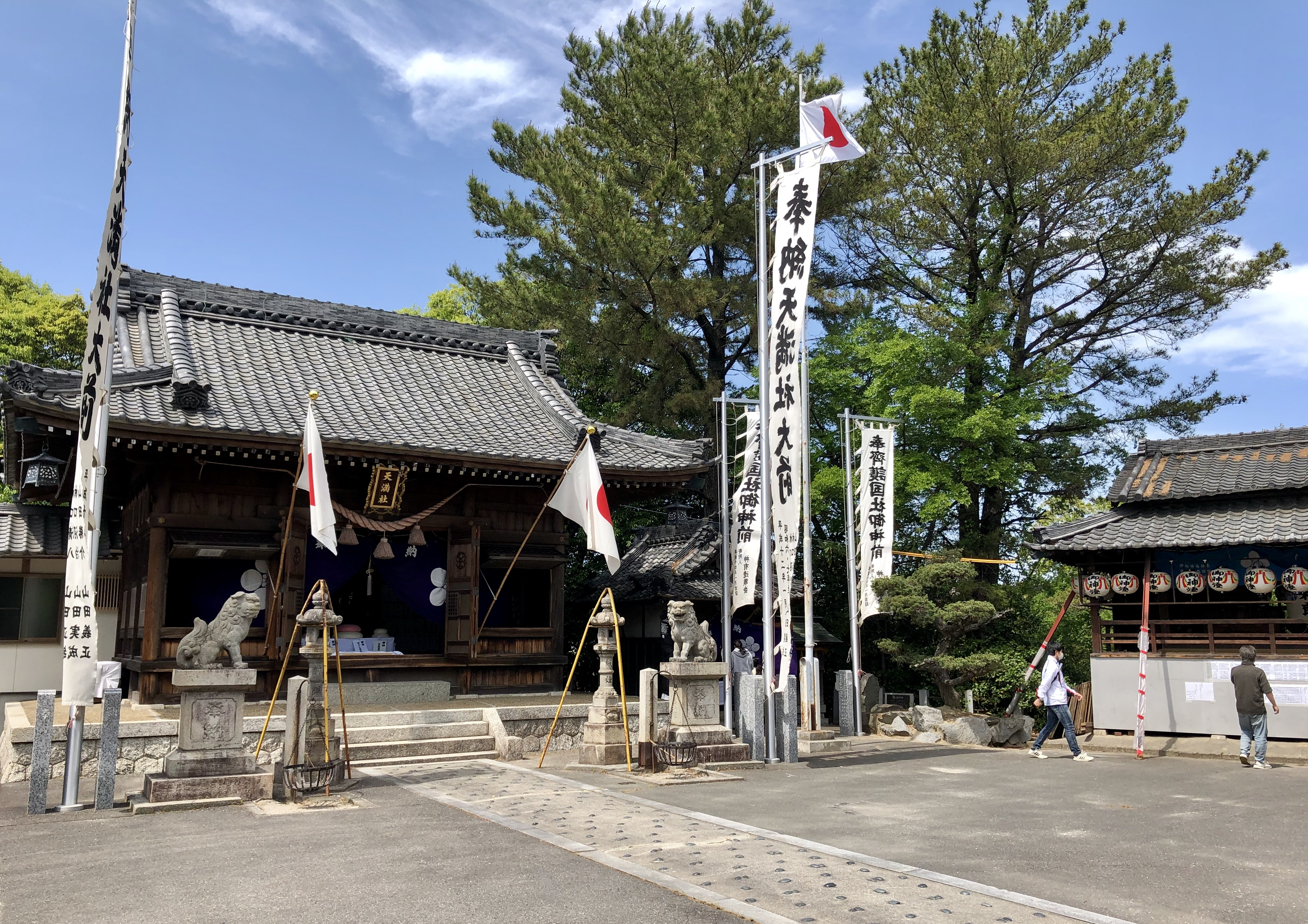
付近にある神有天満社

- 愛知県立碧南高等学校
- 碧南市立中央中学校
- 碧南市立中央小学校
- 碧南市立鷲塚小学校
- 神有天満社
- 油ヶ淵

## 著名な出身者
- 大村秀章（愛知県知事、元衆議院議員）
- 石井拓（衆議院議員）
- 小池友妃子（碧南市長）